# Vaterstetten
Vaterstetten er en kommune i Landkreis Ebersberg i Regierungsbezirk Oberbayern i den tyske delstat Bayern. Den ligger øst for München og er med over 22.000 indbyggere den største kommune i Landkreis Ebersberg.

## Geografi
Vaterstetten grænser mod nord til kommunen Poing, mod nordøst til Anzing, mod øst til Ebersberger Forst, mod sydøst til Zorneding (alle Landkreis Ebersberg), i sydvest til Grasbrunn, mod vest kommunerne Haar og Feldkirchen (alle tre i Landkreis München).

### Inddelng
Kommunen består ud over hovedbyen Vaterstetten af landsbyerne Baldham, Hergolding, Neufarn, Parsdorf, Purfing og Weißenfeld.